# Música, Maestro!
Música, Maestro! (em inglês:  Make Mine Music) é um filme estadunidense de animação produzido pela Disney em 1946. É o oitavo filme de animação dos estúdios Disney, sendo dirigido por Jack Kinney, Clyde Geronimi, Hamilton Luske, Joshua Meador e Robert Cormack.
É mais um filme da série de longas-metragens compostos por histórias curtas, que marcaram suas produções nos anos 40, com a falta de recursos provocada pela Segunda Guerra Mundial. Música, Maestro! foi uma decepção, para a visão particularmente crítica de Walt Disney e não foi bem recebido pela crítica cinematográfica.

## Segmentos
Este filme possui dez segmentos:

### A Balada dos Camponeses
Um popular grupo coral do Rádio norte-americano, canta a história do feudo Hatfield-McCoy, que morava nas montanhas. Dois jovens se apaixonam, separados pelo vale entre os montes onde viviam. Este segmento foi, mais tarde, cortado das edições em vídeo, por causa do humor de guerra.

### Canção do Lago Azul
Usava de animação e foi originalmente projetado para integrar Fantasia, usando a canção "Clair de Lune" - e que inspirou o nome do restaurante na "New Orleans Square", da Disneylândia.

### O Lápis Musical
É um dos segmentos para os quais contribuiu Benny Goodman. Possui uma inovação, com um lápis puxando a ação, mostrando aquilo que acontecia com os jovens na época, através de uma música popular dos anos 40.

### Recital de Amor
Balada sobre amor perdido, cantada por Andy Russell.

### No Ritmo do Baseball
Realizado por Jerry Colonna, que recita um famoso poema sobre um jogador de baseball arrogante, que julgava ser o centro do mundo.

### Sinfonia a Dois
Em live-action com os bailarinos David Lichine e Tania Riabouchinskaya, filmados apenas em sombra, com a cantora Dinah Shore cantando a música-título. Animações ao fundo dão um toque mágico.

### Pedro e o Lobo
Talvez o único segmento que teve uma impressão mais duradoura. Sterling Holloway narra esta adaptação da composição de Prokofiev sobre um garotinho russo que sai para caçar um grande lobo mau, junto a um curioso grupo que inclui uma pata, um gato e um pássaro, cada um deles representados por um instrumento da orquestra (violino, flauta, oboé etc.).

### A Dança dos Instrumentos
Traz novamente Benny Goodman com sua orquestra, em que quatro instrumentos com formas humanas se divertem.

### O Casal de Chapéus
Conta a história, graciosa e cômica, de dois chapéus que se apaixonam na vitrina de uma loja. Quando Alice é vendida, Johnny inicia a busca desesperada de seu amor, até encontrá-la novamente, ambos já bastante esgarçados, como ornamento de pobres cavalos de charrete. O vocal foi feito por The Andrews Sisters.

### Uma Baleia na Ópera/Willie: A Baleia Cantora
Conta a história de uma baleia cachalote que possui um Incrível talento musical, e que acalenta apresentar-se na ópera. Mas o ignorante empresário musical Tetti-Tatti acredita simplesmente que ela havia simplesmente engolido os cantores, e a persegue com um arpão. O segmento apresenta o cantor Nelson Eddy fazendo todas as vozes.

## Elenco
- Nelson Eddy como Narrador e personagens em The Whale Who Wanted to Sing at the Met
- Dinah Shore como Cantora em Two Silhouettes
- David Lichine como Dançarino em Two Silhouettes
- Tania Riabouchinskaya como Dançarina em Two Silhouettes
- Benny Goodman como Músico em All the Cats Join In/After You've Gone
- The Andrews Sisters como Cantoras em Johnnie Fedora and Alice Bluebonnet
- Jerry Colonna como Narrador em Casey at the Bat
- Sterling Holloway como Narrador em Peter and the Wolf
- Andy Russell como Cantor em Without You'
- The King's Men como Cantores em The Martins and the Coys
- The Ken Darby Chorus como Cantores em Blue Bayou

## Prêmios e indicações
Festival de Cannes 1946 (FRA)
- O filme venceu na categoria de Melhor Design de Animação.